# Élections municipales sud-africaines de 2006
Les élections municipales sud-africaines du 1er mars 2006 se concrétisent par la nette victoire du Congrès national africain dans 7 des 9 provinces et l'affirmation de l'Alliance démocratique comme premier parti de l'opposition nationale après ses victoires dans la ville du Cap et dans plusieurs municipalités du Cap-Occidental. Vingt-et-un millions d'électeurs sud-africains sont appelés à voter. 

## État des lieux
Les élections municipales de 2006 se déroulent dans un paysage électoral différent de celui des précédentes élections de 2000. Le Nouveau Parti national (NNP), cofondateur de l'Alliance démocratique, a disparu après son alliance et sa fusion dans le congrès national africain (ANC). Le parti démocratique, autre cofondateur de l'Alliance démocratique, a lui aussi disparu mais son électorat est resté fidèle au nouveau parti qui avait été créé avec le NNP.  
L'ANC, qui contrôle les six grandes métropoles du pays, parmi lesquelles Johannesbourg, Le Cap (conquise en 2002 grâce au ralliement du NNP) et Durban, est très largement favori à ce scrutin. Sa position au Cap est cependant fragile car il n'a pas conquis cette ville par la voie électorale mais par un changement d'alliance. 
L'Afrique du Sud connaît une grave crise sociale et les élections se déroulent dans un climat de contestation, notamment dans les townships contre le manque de services de base (eau potable, installations sanitaires). La lutte contre la corruption est également l'un des principaux enjeux des élections, dans un pays où des millions de personnes vivent dans la pauvreté et où le niveau de vie ne s'est guère améliorée depuis les élections générales sud-africaines de 1994. L'ANC est d'ailleurs en proie à de nombreux scandales de corruption affectant ses dirigeants nationaux, provinciaux ou communaux. Dans son rapport annuel de 2005, la commission du service public souligne notamment 582 cas de malversations décelés pour la seule année 2004 dans les services gouvernementaux (pour un montant équivalent à 2,53 millions d'euros). Les municipalités et les gouvernements provinciaux sont en particulier considérés comme vulnérables à la corruption.

## Taux de participation
Le taux de participation est de 46 % pour 21 millions d'électeurs inscrits.

## Résultats généraux
Avec 66 % des voix exprimées, le Congrès national africain remporte une large victoire mais perd le contrôle de la métropole du Cap.
En obtenant 16 % des suffrages, l'Alliance démocratique s'affirme et reprend Le Cap avec 41 % des voix contre 37 % à l'ANC et 10 % aux Démocrates-indépendants, ces derniers, et d'autres plus petits partis représentés au nouveau conseil municipal, étant favorables à une coalition avec l'Alliance démocratique. Cette dernière réalise également de bons résultats dans d'autres métropoles telles Tshwane (30,69 %) et la métropole Nelson Mandela (24 %). 
Le Parti Inkatha de la liberté (7 %) reste pour sa part  essentiellement implanté dans le KwaZulu-Natal.
| Parti                             | Votes par circonscription municipale | %       | Votes au scrutin proportionnel | %            | Votes au conseil de District | %            | Total      | %       |
| --------------------------------- | ------------------------------------ | ------- | ------------------------------ | ------------ | ---------------------------- | ------------ | ---------- | ------- |
| Congrès national africain         | 6 314 393                            | 64,1 %  | 6 469 420                      | 65,7 %       | 4 683 135                    | 70.8%        | 17 466 948 | 66,3 %  |
| Alliance démocratique             | 1 595 742                            | 16,2 %  | 1 608 154                      | 16.3%        | 684 884                      | 10,3 %       | 3 888 780  | 14,8 %  |
| Parti Inkatha de la liberté       | 740 135                              | 7,5 %   | 744 486                        | 7.6%         | 635 521                      | 9,6 %        | 2 120 142  | 8,1 %   |
| Démocrates-indépendants           | 204 846                              | 2,1 %   | 217 761                        | 2,2 %        | 108 305                      | 1,6 %        | 530 912    | 2,0 %   |
| Mouvement démocratique uni        | 100 352                              | 1,0 %   | 129 047                        | 1,3 %        | 105 105                      | 1,6 %        | 334 504    | 1,3 %   |
| Parti chrétien-démocrate africain | 122 478                              | 1,2 %   | 128 990                        | 1,3 %        | 74 918                       | 1,1 %        | 326 386    | 1,2 %   |
| Congrès panafricain d'Azanie      | 108 741                              | 1,1 %   | 109 816                        | 1,1 %        | 88 190                       | 1,3 %        | 306 747    | 1,2 %   |
| Front de la liberté               | 92 039                               | 0,9 %   | 93 921                         | 1,0 %        | 66 293                       | 1,0%         | 252 253    | 1,0 %   |
| Parti chrétien-démocrate unifié   | 55 604                               | 0,6 %   | 62 459                         | 0,6 %        | 60 755                       | 0,9 %        | 178 818    | 0,7 %   |
| Minority Front                    | 42 255                               | 0,4 %   | 42 530                         | 0,4 %        |                              | 0,0 %        | 84 785     | 0,3 %   |
| National Democratic Convention    | 32 250                               | 0,3 %   | 35 899                         | 0,4 %        | 25 312                       | 0,4 %        | 93 461     | 0,4 %   |
| United Independent Front          | 25 072                               | 0,3 %   | 31 018                         | 0,3 %        | 19 431                       | 0,3 %        | 75 521     | 0,3 %   |
| Organisation du peuple d'Azanie   | 25 773                               | 0,3 %   | 30 321                         | 0,3 %        | 18 533                       | 0,3 %        | 74 627     | 0,3 %   |
| Indépendants                      | 263 991                              | 2,7 %   | Inapplicable                   | Inapplicable | Inapplicable                 | Inapplicable | 263 991    | 1,0 %   |
| 84 petits partis                  | 133 403                              | 1,4 %   | 148 058                        | 1,5 %        | 48 197                       | 0,7 %        | 329 658    | 1,3 %   |
| Total                             | 9 857 074                            | 100,0 % | 9 851 880                      | 100,0 %      | 6 618 579                    | 100,0 %      | 26 327 533 | 100,0 % |

## Sources